# 暫態響應

暫態響應中典型的有阻尼振盪，輸出值會振盪，漸漸收斂到最終值（此處為欠阻尼的響應）

暫態響應（transient response）是指系統離開平衡狀態或是穩態後會有的變化。暫態響應不一定只是和突然的事件有關，而是和所有會影響系統平衡狀態的事件都有關係。像脈衝響應和步階響應都是對應特定輸入信號下的系統響應。
在電機工程領域中，暫態響應是電路針對外部刺激下，暫時的響應，最後會隨著時間而衰減，在此後面的是穩態響應，是外部刺激之後長時間的電路特性。

## 阻尼
響應可以依阻尼分為三類，對應系統輸出和穩態之間的關係。
欠阻尼（Underdamped）
欠阻尼響應是指輸出會振盪，但其振幅包絡線會漸漸縮小。欠阻尼越嚴重，振盪持續的時間也越長，欠阻尼的阻尼比小於一。
臨界阻尼（Critically damped）
臨界阻尼響應是指輸出不在欠阻尼的情形下（因此會振盪），但會以最快時間回到穩態。此狀態是介於欠阻尼和過阻尼之間的臨界狀態。臨界阻尼的阻尼比等於一，理想上，臨界阻尼的系統不會振盪。
過阻尼（Overdamped）
過阻尼響應是指輸出不會在穩態附近振盪，但和臨界阻尼相比，需要花較長的時間才能回到穩態，過阻尼的阻尼比大於一。

## 特性

典型二階暫態系統的特性

暫態響應會有以下的量化特性。
上昇時間（Rise time）
上昇時間是指信號從特定低準位上昇到特定高準位的時間，一般而言，會以步階高度的10%及90%為基準。
過沖（Overshoot）
過沖是指信號上昇超過其目標值的情形，一般會和振鈴有關。
安定時間（Settling time）
安定時間是在理想步階輸入下，系統輸出和目標值的誤差維持在特定誤差範圍內的時間，也就是以下條件滿足的時間：
{\displaystyle |h(t)-h_{st}|\leqslant \epsilon }
其中{\displaystyle h_{st}}是穩態值，而{\displaystyle \epsilon }是誤差範圍。
延遲時間
延遲時間是響應第一次到達目標值一半的時間。
峰值時間
峰值時間是指響應到達過沖的第一個最高點的時間。
穩態誤差（Steady-state error）
2003年的《Instrument Engineers' Handbook》定義穩態誤差是在系統進入穩態時，"理想最終輸出和實際最終輸出之間的差異"，若沒有外部擾動，可以假設系統會持續維持此誤差。

## 電磁學
在開關電源運作時，會在內部產生电磁脉冲（EMP）。一般會用稳压器和浪涌保护器保護，避免暫態脈衝影響特定設備。外部的電磁脈衝來源有闪电、静电放电和核爆电磁脉冲。
在电磁兼容性（EMC）測試中，會刻意的在電子設備中加入暫態電子訊號，測試設備在存在暫態雜訊下的特性，是否仍有正常的性能。這類的測試一般會直接感應快速變化的暫態振盪（會是有阻尼的弦波），不會刻意去重製原始的脈衝來源。國際標準會定義其大小和施加方式。
歐洲有關電子快速暫態（EFT）測試的標準是EN-61000-4-4，美國則是IEEE C37.90。兩者標準相近，一般會依計劃進入的市場選擇要適用的標準。